# Svend Billesbølle
Svend Billesbølle (født 1. oktober 1923 i Fredericia, død 26. juli 2013 i Holbæk) var en dansk forfatter og langturssejler.
Billesbølle har skrevet tre bøger om sine to jordomsejlinger i bådene "Stormy" og "Stormy II". Begge både var en del mindre, end dem man normalt benytter til jordomsejlinger, henholdsvis på 23 og 18 fod, hvilket har gjort Billesbølle kendt blandt langturssejlere.
Første jordomsejlning foregik i båden "Stormy", en 23 fods Leasure 23 fra engelske Cobramold, i perioden fra 1982 til 1986.
Anden jordomsejlning var med "Stormy II", en 18 fods Lynæs Senior jolle, som i dag er udstillet på Danmarks Museum For Lystsejlads på Frederiksøen i Svendborg. Jordomsejlningen foregik fra 1988 til 1995.